# A Virgem de Granada
A Virgem de Granada (Virgem com Punica granatum), também conhecida como Madona Dreyfus, é uma pequena pintura a óleo do Renascimento italiano. Atribuída atualmente a Leonardo da Vinci, e anteriormente a Verrocchio ou Lorenzo di Credi. A anatomia do menino Jesus é tão pobre como para desencorajar a atribuição como trabalho de Leonardo, enquanto alguns acreditam que trata-se de uma obra de sua juventude.  Essa atribuição foi feita em 1929. Outros historiadores de arte atribuem o trabalho a Verrocchio. Daniel Arasse discute esta pintura como um jovem trabalho em Leonardo da Vinci, (1997).